# Finale del campionato europeo femminile di calcio 2022
La finale del campionato europeo femminile di calcio 2022 si è tenuta il 31 luglio 2022 allo stadio di Wembley di Londra tra le nazionali di Inghilterra e Germania in una riedizione della finale del 2009.
È stata la finale della tredicesima edizione del campionato europeo femminile di calcio: la competizione è stata vinta dall'Inghilterra, che ha così conquistato il titolo europeo per la prima volta nella sua storia.
La partita ha battuto diversi record importanti dal punto di vista statistico: con un totale di 87 192 spettatori, è diventata sia l'incontro continentale di calcio femminile, sia la finale di un Europeo (maschile o femminile) con il pubblico più ampio dal vivo. Inoltre, avendo registrato un'audience massima superiore ai 17 milioni di spettatori sul canale BBC One (che ne trasmetteva la diretta), la finale è diventata la partita di calcio femminile più guardata nella storia della televisione britannica.

## Cammino verso la finale

### Inghilterra
Le inglesi padrone di casa furono inserite nel gruppo A, insieme a Austria, Norvegia e all'esordiente Irlanda del Nord.
Nella gara inaugurale del torneo il 6 luglio le inglesi sconfissero l'Austria grazie al gol di Mead siglato dopo 16 minuti di gioco. Cinque giorni dopo l'Inghilterra sconfisse sonoramente la Norvegia vincendo 8-0 con la tripletta di Mead, la doppietta di White, le reti di Hemp e Russo e il rigore trasformato da Stanway. Nella terza e ultima giornata, l'Inghilterra ottenne un'altra netta affermazione nel derby britannico contro l'Irlanda del Nord (5-0 il risultato finale) passando il turno a punteggio pieno, mentre le austriache passarono come seconde.
Il 20 luglio, nei quarti di finale, le inglesi andarono sotto contro la Spagna che si portò in vantaggio con il gol González e pareggiarono nel finale con Toone. A decidere l'incontro fu un gol di Stanway nel primo tempo supplementare. In semifinale a Sheffield contro la Svezia, le inglesi vinsero nettamente con i gol di Mead, Bronze, Russo e Kirby. L'incontro finì 4-0.

### Germania
L'altra finalista, ovvero la Germania, fu sorteggiata nel Gruppo B insieme a Spagna, Danimarca e Finlandia.
La prima avversaria fu la Danimarca, che l'8 luglio a Brentford venne sconfitta 4-0; le tedesche passarono in vantaggio al 21' con il gol di Magull e dilagarono nella ripresa con Schüller, Lattwein e Popp. Nella seconda giornata le tedesche batterono anche la Spagna con le reti di Bühl (dopo appena tre minuti di gioco) e di Popp (nel finale di primo tempo). Alla terza e ultima giornata le tedesche sconfissero anche la Finlandia per 3-0 con le reti di Kleinherne, Popp e Anyomi. La classifica finale vide la Germania a punteggio pieno, seguita dalla Spagna con 6 punti.
Nei quarti di finale, la Germania si è scontrata con l'Austria, uscendone vincitrice grazie alle reti di Magull (al 25') e Popp (al 90'). In semifinale, la Germania ha vinto per 2-1 contro la Francia grazie alla doppietta di Popp. In quest'occasione la nazionale tedesca ha subito la sua prima rete nel torneo a causa di un autogol di Frohms.

### Tabella riassuntiva del percorso
| Pos. | Squadra          | Pt | G | V | N | P | GF | GS | DR  |
| ---- | ---------------- | -- | - | - | - | - | -- | -- | --- |
| 1.   | Inghilterra      | 9  | 3 | 3 | 0 | 0 | 14 | 0  | +14 |
| 2.   | Austria          | 6  | 3 | 2 | 0 | 1 | 3  | 1  | +2  |
| 3.   | Norvegia         | 3  | 3 | 1 | 0 | 2 | 4  | 10 | -6  |
| 4.   | Irlanda del Nord | 0  | 3 | 0 | 0 | 3 | 1  | 11 | -10 |

| Pos. | Squadra   | Pt | G | V | N | P | GF | GS | DR |
| ---- | --------- | -- | - | - | - | - | -- | -- | -- |
| 1.   | Germania  | 9  | 3 | 3 | 0 | 0 | 9  | 0  | +9 |
| 2.   | Spagna    | 6  | 3 | 2 | 0 | 1 | 5  | 3  | +2 |
| 3.   | Danimarca | 3  | 3 | 1 | 0 | 2 | 1  | 5  | -4 |
| 4.   | Finlandia | 0  | 3 | 0 | 0 | 3 | 1  | 8  | -7 |

## Descrizione della partita

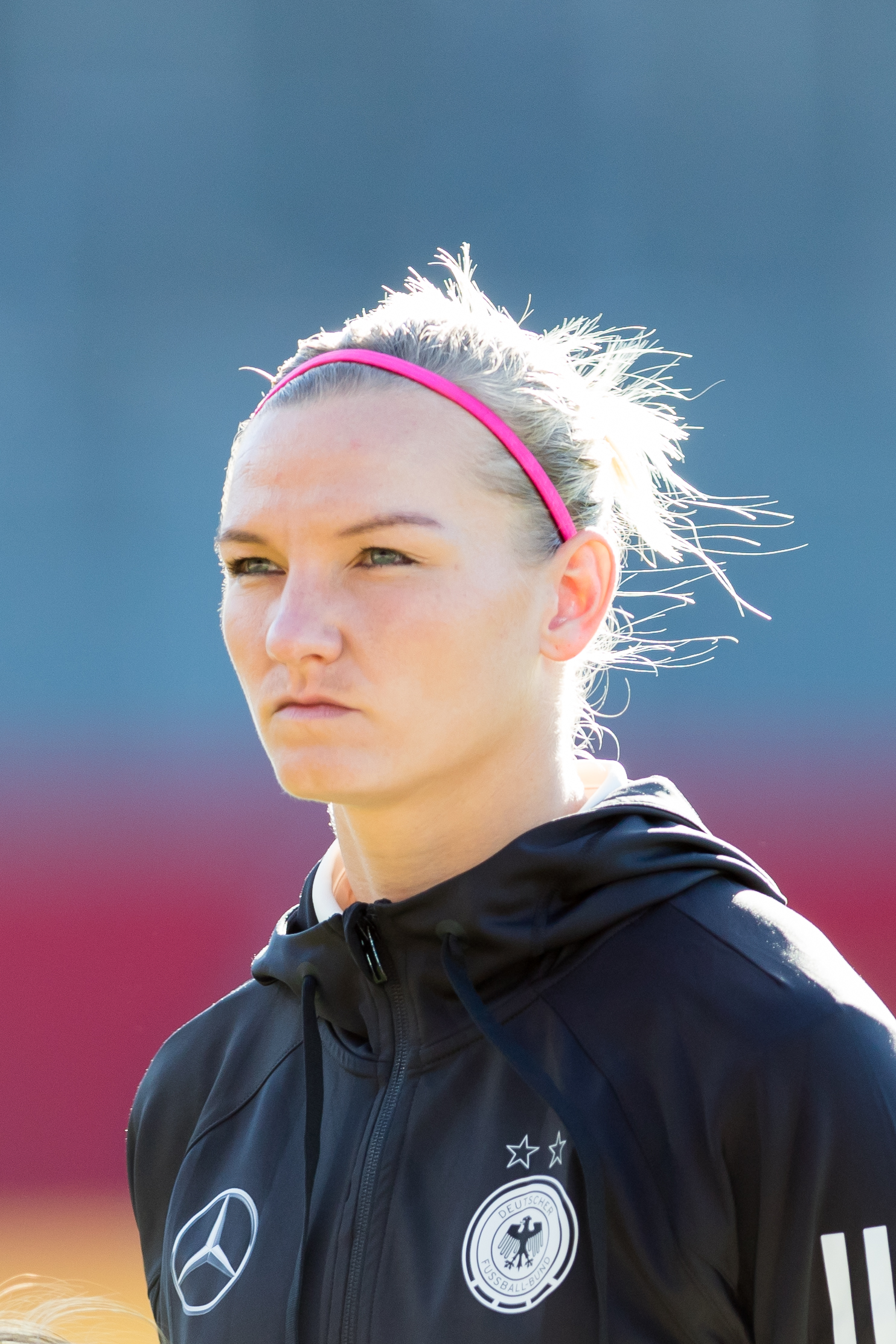
La capitana tedesca e capocannoniere del torneo Alexandra Popp si è ritirata per infortunio poco prima dell'inizio della partita.

In seguito alla cerimonia di chiusura del torneo, che ha visto l'esibizione delle artiste Becky Hill, Ultra Naté e Stefflon Don, il calcio d'inizio dell'incontro è stato battuto alle 17 locali: poco prima, la Germania era già stata costretta a rinunciare alla loro centravanti titolare, Alexandra Popp, infortunatasi durante il riscaldamento e dunque sostituita da Lea Schüller.
Il primo tempo della partita, diretta dall'arbitro ucraina Kateryna Monzul', è stato caratterizzato da una serie di falli che hanno rallentato il ritmo di gioco e provocato tre ammonizioni, nell'ordine, delle inglesi Stanway e White e della tedesca Rauch. Tuttavia, non sono mancate le occasioni da gol: la stessa White ne ha mancate due, mentre al 25º minuto la Germania è andata vicina al vantaggio durante una mischia nei pressi della linea di porta, prima che il portiere inglese Earps riuscisse a bloccare la palla. Nella stessa occasione, le giocatrici tedesche hanno richiesto un controllo al VAR (presieduto dall'italiano Paolo Valeri) per un presunto fallo di mano di Williamson, che però ha portato a un nulla di fatto. Il primo tempo si è quindi concluso sullo 0-0.

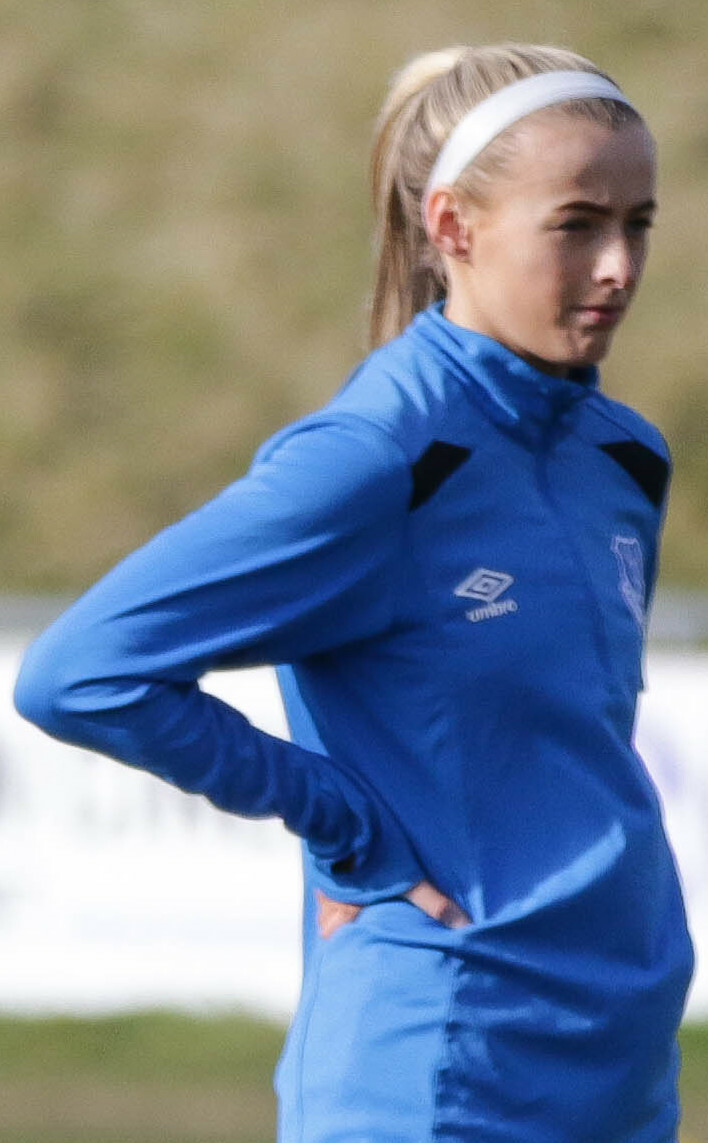
Chloe Kelly, autrice del gol decisivo per il trionfo dell'Inghilterra ai supplementari.

Nei primi minuti della ripresa, la nazionale tedesca (che nel frattempo aveva inserito Waßmuth al posto di Brand) ha condotto il gioco, andando di nuovo vicina all'1-0 con una conclusione di Lina Magull, poi spentasi sul fondo. Al 55º minuto, l'Inghilterra ha operato una doppia sostituzione, con White e Kirby che hanno lasciato il posto, rispettivamente, ad Alessia Russo ed Ella Toone. Proprio quest'ultima, sette minuti più tardi, ha portato le anglosassoni in vantaggio, raccogliendo un passaggio lungo di Keira Walsh e superando il portiere avversario Frohms con un pallonetto. Negli stessi momenti, Bethany Mead aveva dovuto lasciare il campo in seguito a uno scontro di gioco con l'avversaria Hegering, venendo rimpiazzata da Chloe Kelly. Al 79º minuto, la Germania ha trovato il pareggio: una discesa sulla destra della neo-entrata Lohmann ha favorito l'inserimento in area di Waßmuth, che con un cross rasoterra ha fornito l'assist vincente a Magull (la quale aveva già colpito il palo alcuni minuti prima). Così, i tempi regolamentari si sono chiusi sull'1-1, portando quindi la partita ai supplementari.
Mentre il primo tempo supplementare non ha registrato occasioni degne di nota, nel secondo è avvenuta l'azione decisiva del match: al 110º minuto, su calcio d'angolo battuto da Hemp, una sponda di Lucy Bronze ha permesso a Kelly di andare al tiro, trovando prima l'opposizione di Frohms e poi, sulla ribattuta, la rete del 2-1. In questo modo, dopo aver difeso il risultato nei minuti conclusivi, l'Inghilterra si è aggiudicata la finale e il suo primo titolo europeo, nonché il primo trofeo della loro storia. Inoltre, questo è stato il secondo titolo internazionale in assoluto vinto da una rappresentativa dei Tre Leoni, considerando il trionfo della nazionale maschile ai Mondiali del 1966. La sconfitta della Germania, invece, ha rappresentato la fine di una lunga striscia vincente per le Frauen, che si erano laureate campionesse d'Europa in ciascuna delle otto finali (di cui sei consecutive) raggiunte nelle edizioni precedenti.
La vittoria finale dell'Inghilterra ha rappresentato anche il secondo successo consecutivo nella competizione per la loro CT, Sarina Wiegman, che aveva già vinto l'Europeo precedente alla guida dell'Olanda, suo paese natale: in questo modo, l'allenatrice è diventata la prima a conquistare il titolo continentale con due nazionali diverse.
La centrocampista inglese Keira Walsh è stata designata come MVP della finale, mentre la compagna Bethany Mead ha ricevuto due premi, rispettivamente, come miglior giocatrice e miglior marcatrice del torneo (quest'ultimo a pari merito con Alexandra Popp). Infine, la centrocampista tedesca Lena Oberdorf è stata nominata come miglior giovane della competizione, riconoscimento introdotto per la prima volta in quest'edizione.

## Tabellino
| Arbitro: | Kateryna Monzul' |

|                      |           |            |
| Toone 62’ Kelly 110’ | Marcatori | 79’ Magull |

| Inghilterra | Germania |

| Inghilterra (4-2-3-1) |    |                  |      |      |
|                       |    |                  |      |      |
| P                     | 1  | Mary Earps       |      |      |
| D                     | 2  | Lucy Bronze      |      |      |
| D                     | 6  | Millie Bright    |      |      |
| D                     | 8  | Leah Williamson  |      |      |
| D                     | 3  | Rachel Daly      |      | 88’  |
| C                     | 10 | Georgia Stanway  | 23’  | 88’  |
| C                     | 4  | Keira Walsh      |      |      |
| C                     | 7  | Bethany Mead     |      | 63’  |
| C                     | 14 | Fran Kirby       |      | 55’  |
| C                     | 11 | Lauren Hemp      |      | 120’ |
| A                     | 9  | Ellen White      | 24’  | 55’  |
| A disposizione:       |    |                  |      |      |
| P                     | 13 | Hannah Hampton   |      |      |
| P                     | 21 | Ellie Roebuck    |      |      |
| D                     | 5  | Alex Greenwood   |      | 88’  |
| D                     | 12 | Jess Carter      |      |      |
| D                     | 15 | Demi Stokes      |      |      |
| D                     | 16 | Jill Scott       |      | 88’  |
| A                     | 17 | Nikita Parris    |      | 120’ |
| A                     | 18 | Chloe Kelly      | 111’ | 63’  |
| A                     | 19 | Bethany England  |      |      |
| C                     | 20 | Ella Toone       |      | 55’  |
| D                     | 22 | Lotte Wubben-Moy |      |      |
| A                     | 23 | Alessia Russo    | 100’ | 55’  |
| CT:                   |    |                  |      |      |
| Sarina Wiegman        |    |                  |      |      |

| Germania (4-3-3)         |    |                   |     |      |
|                          |    |                   |     |      |
| P                        | 1  | Merle Frohms      |     |      |
| D                        | 15 | Giulia Gwinn      |     |      |
| D                        | 3  | Kathrin Hendrich  |     |      |
| D                        | 5  | Marina Hegering   |     | 103’ |
| D                        | 17 | Felicitas Rauch   | 40’ | 113’ |
| C                        | 20 | Lina Magull       |     | 91’  |
| C                        | 6  | Lena Oberdorf     | 57’ |      |
| C                        | 13 | Sara Däbritz      |     | 73’  |
| A                        | 9  | Svenja Huth       |     |      |
| A                        | 7  | Lea Schüller      | 57’ | 67’  |
| A                        | 22 | Jule Brand        |     | 46’  |
| A disposizione:          |    |                   |     |      |
| P                        | 12 | Almuth Schult     |     |      |
| P                        | 21 | Ann-Katrin Berger |     |      |
| D                        | 2  | Sophia Kleinherne |     |      |
| C                        | 4  | Lena Lattwein     |     | 113’ |
| C                        | 8  | Sydney Lohmann    |     | 73’  |
| A                        | 10 | Laura Freigang    |     |      |
| A                        | 14 | Nicole Anyomi     |     | 67’  |
| C                        | 16 | Linda Dallmann    |     | 91’  |
| A                        | 18 | Tabea Waßmuth     |     | 46’  |
| D                        | 23 | Sara Doorsoun     |     | 103’ |
| A                        | 11 | Alexandra Popp    |     | Out  |
| CT:                      |    |                   |     |      |
| Martina Voss-Tecklenburg |    |                   |     |      |

| Assistenti arbitrali: Maryna Striletska (Ucraina) Paulina Baranowska (Ucraina) Quarto ufficiale: Stéphanie Frappart (Francia) VAR: Paolo Valeri (Italia) Assistenti al VAR: Maurizio Mariani (Italia) Pol van Boekel (Paesi Bassi) | Regole incontro: - 90 minuti. - 30 minuti di tempi supplementari se necessario. - Tiri di rigore se l'incontro finisce in parità. - Dodici atlete a disposizione come sostituti. - Cinque sostituzioni massime durante l'incontro, di cui una sesta consentita nei tempi supplementari. |